# Иванов, Семён Максимович
Семён Максимович Иванов (6 сентября 1915, с. Турки, Саратовская губерния — 8 июня 2002, пгт. Турки, Саратовская область) — участник советско-финской и Великой Отечественной войн, Герой Советского Союза.

## Биография
В 1930 году окончил семилетнюю школу, работал в колхозе учётчиком.
В 1936 призван в ряды Красной Армии. Участвовал в советско-финской войне 1939—1940 годов.
Всю Великую Отечественную войну — в действующей армии. Воевал на Южном, Северо-Кавказском и 1-м Украинском фронтах. Окончил курсы усовершенствования офицерского состава «Выстрел». Принимал участие в обороне Севастополя, Кавказа, освобождении Украины, Польши, Чехословакии, разгроме врага на территории Германии.
25 января 1945 года первым организовал форсирование Одера, на противоположном берегу он с личным составом отбил шесть атак противника, уничтожил более ста пятидесяти немецких солдат и офицеров и тридцать семь взял в плен. Был ранен (в третий раз), контужен. Лечился в госпитале № 4086 в Бабенках.
За отвагу и мужество, проявленные при форсировании реки Одер, 10 апреля 1945 года удостоен звания Героя Советского Союза.
Закончил войну в звании капитана, в должности командира роты 416-го стрелкового полка 112-й стрелковой Рыльско-Коростеньской Краснознамённой дивизии.
В 1948 году демобилизовался по болезни. Окончил Саратовскую совпартшколу. Жил и работал в с. Турки.
Похоронен в пгт. Турки.

## Награды и звания
- Медаль «Золотая Звезда» (№ 7586) Героя Советского Союза (1945).
- Орден Ленина (1945).
- Орден Красного Знамени (1945).
- Орден Отечественной войны 2 степени (1944).
- Медаль «За боевые заслуги».
- Медаль «За оборону Севастополя».
- Медаль «За оборону Кавказа».
- Медаль «За взятие Берлина».
- Звание «Почётный гражданин района».